# Paistu (plaats)
Paistu is een plaats in de Estische provincie Viljandimaa, behorend tot de gemeente Viljandi vald. De plaats heeft de status van dorp (Estisch: küla).
Tot 2013 vormde Paistu een afzonderlijke landgemeente (Paistu vald) met een oppervlakte van 128,6 km². In 2013 telde deze 1411 inwoners en bestond uit zestien dorpen, waarvan de hoofdplaats Paistu en Holstre de grootste waren. In 2013 ging Paistu op in de gemeente Viljandi vald.

## Bevolking
Het dorp had 327 inwoners op 31 december 2011 en 302 inwoners op 31 december 2021.

## Ligging

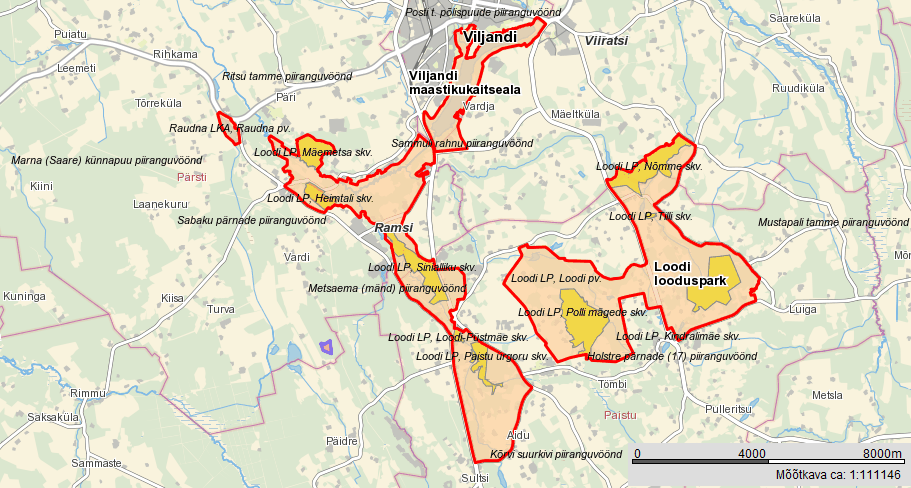
Kaartje van het Loodi looduspark

Aan weerszijden van Paistu ligt het natuurpark Loodi looduspark, genoemd naar de plaats Loodi, ongeveer 2 km ten westen van Paistu. In het park bevindt zich een ontsluiting, die Paistu põrguoru paljand of Loodi põrguoru paljand wordt genoemd. De beek Viraski oja loopt hier door een grot, de Paistu põrgu of Loodi põrgu (põrgu betekent ‘hel’).